# ТРНК

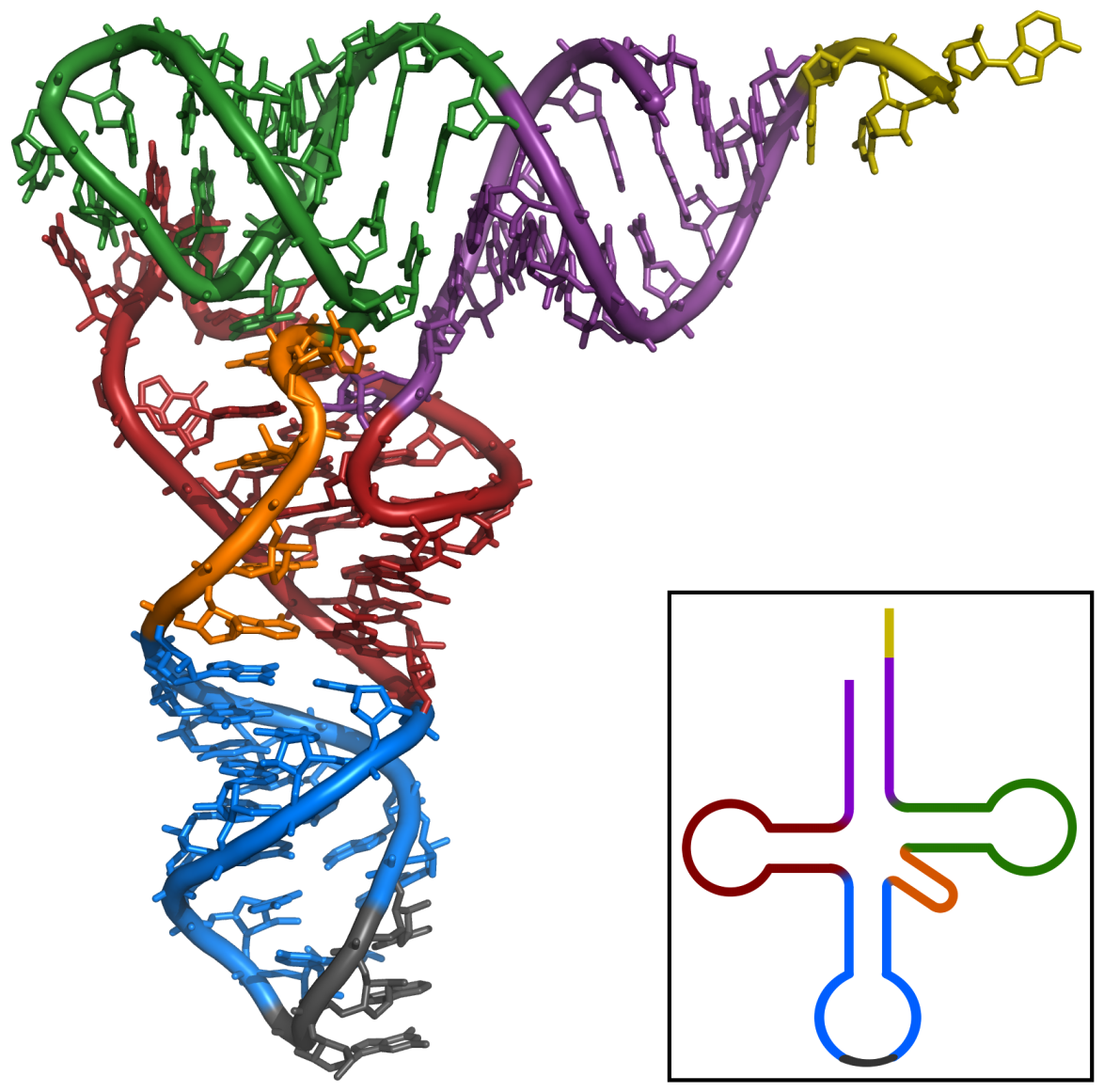
Структура транспортной РНК

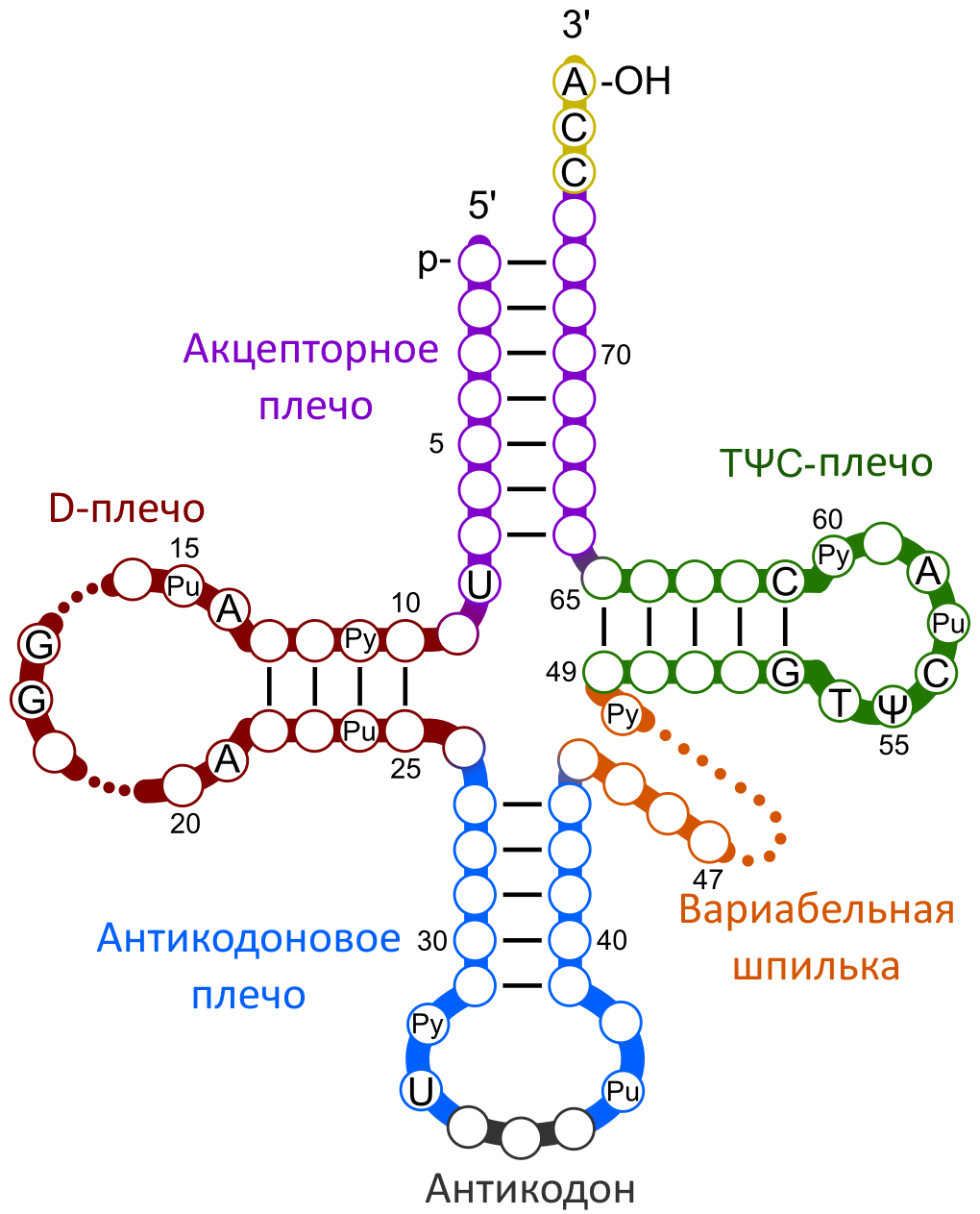
Схема вторичной структуры тРНК в форме клеверного листа.
Кружками указаны нуклеотидные остатки; линиями обозначены пары оснований; точками обозначены позиции, в которых могут быть дополнительные нуклеотиды. Инвариантные основания обозначены соответствующими знаками, где А — это аденин, Т — тимин, G — гуанин, С — цитидин, Ψ — псевдоуридин, «Pu» означает пуриновое основание, «Pyr» — пиримидиновое основание. Нуклеотиды пронумерованы стандартно, и антикодону соответствуют номера нуклеотидов 34, 35 и 36.

Транспортная РНК, тРНК — рибонуклеиновая кислота, обеспечивающая взаимодействие аминокислоты, рибосомы и матричной РНК (мРНК) в ходе трансляции. Имеет типичную длину от 73 до 93 нуклеотидов и размеры около 5 нм. тРНК, будучи ковалентно связанными с остатком аминокислоты, принимает непосредственное участие в наращивании полипептидной цепи, специфически присоединяясь к кодону мРНК и обеспечивая необходимую для образования новой пептидной связи конформацию комплекса.
Для каждой протеиногенной аминокислоты в клетке существует собственная тРНК (одна или более).

## Структура тРНК
Вторичную структуру тРНК обычно визуализируют в виде клеверного листа с четырьмя плечами. Более длинные тРНК имеют короткое дополнительное пятое плечо, называемое вариабельной шпилькой. В трёхмерном пространстве молекула тРНК за счет коаксиального наложения спиралей сложена в L-образную структуру, которая позволяет тРНК вписываться в P-сайт и A-сайт рибосом. Длина плеч и диаметр петель во вторичной укладке молекулы тРНК варьирует от вида к виду.
Основными составляющими молекулы тРНК являются следующие структуры и функциональные группы:
- 5'-концевая фосфатная группа. Большинство тРНК на 5'-конце несут остаток гуанилата (фГ).
- Акцепторное плечо с акцепторным стеблем и ЦЦА-хвостом. Акцепторный стебель образован двумя комплементарно соединёнными концевыми частями молекулы тРНК, он состоит из 7-9 пар оснований. Акцепторный стебель может содержать пары оснований, отличные от канонических нуклеотидных пар по Уотсон-Крику, например, пару АГ. 3'-конец акцепторного плеча несколько длиннее, он формирует одноцепочечный участок, который заканчивается последовательностью ЦЦА со свободной ОН-группой. К этому концу аминоацил-тРНК-синтетаза присоединяет транспортируемую аминокислоту. Аминокислота, загруженная на тРНК аминоацил-тРНК-синтетазой, ковалентно связана с 3'-гидроксильной группой последнего аденозина. Концевая ЦЦА последовательность важна для распознавания тРНК ферментами и трансляции[2][4][5][6][7][8]. У некоторых прокариот последовательность ЦЦА имеется в последовательности гена, однако в подавляющем большинстве случаев концевая ЦЦА-последовательность добавляется во время процессинга тРНК, следовательно, отсутствует в гене тРНК[9].
- D-плечо имеет стебель длиной от 4 до 6 пар оснований, оканчивающийся петлёй, которая часто содержит дигидроуридин[2]
- Антикодоновое плечо имеет стебель длиной 5 пар оснований, на конце которого находится петля с антикодоном[2].
- TΨC-плечо имеет стебель длиной 4-5 пар оснований, а петля на конце плеча обычно содержит риботимидин T и  псевдоуридин Ψ[2].

Плечи D и TΨC обеспечивают важные взаимодействия при укладке молекул тРНК, TΨC-плечо участвует во взаимодействии с рРНК большой субъединицы рибосомы.

## Процессинг тРНК
тРНК синтезируются обычной РНК-полимеразой в случае прокариот и РНК-полимеразой III в случае эукариот. Транскрипты генов тРНК подвергаются многостадийному процессингу, который в конце концов приводит к формированию типичной для тРНК пространственной структуры. Процессинг тРНК включает 5 ключевых этапов:
- удаление 5'-лидерной нуклеотидной последовательности;
- удаление 3'-концевой последовательности;
- добавление последовательности ЦЦА на 3'-конец;
- вырезание интронов (у эукариот и архей);
- модификации отдельных нуклеотидов.

По окончании созревания эукариотические тРНК должны быть перенесены в цитоплазму, где они участвуют в биосинтезе белка. Транспорт тРНК осуществляется по Ran-зависимому пути при участии транспортного фактора экспортина t (Los1 у дрожжей), который распознаёт характерную вторичную и третичную структуру зрелой тРНК: короткие двуспиральные участки и правильно процессированные 5'- и 3'-концы. Такой механизм обеспечивает экспорт из ядра только зрелых тРНК. Предположительно, экспортин 5 может быть вспомогательным белком, способным переносить тРНК через ядерные поры наряду с экспортином t.